# Monagas Sport Club
Il Monagas Sport Club è una società calcistica di Maturín, in Venezuela. Fondato nel 1988, il club gioca nella prima divisione venezuelana.
La Lotería de Oriente (una lotteria pubblica di Maturín) è il patrocinatore principale del Monagas Sport Club. Negli ultimi anni il presidente della lotteria si fa carico della presidenza del club.

## Stadio
Gioca i suoi incontri casalingi all'Estadio Monumental de Maturín (52.000 posti) inaugurato il 17 giugno 2007. In precedenza (1987-2007) utilizzava lo Stadio Alexander Botinni (8.000 posti).

## Presidenti
- Rubén León  (1988-92)
- Rumualdo Romero (1993-95)
- Jesús Salgado (1995-96)
- Rafael Castellín Osuna  (1997)
- Claudio González  (2000-2001)
- Roicis Pérez  (2001-2003)
- Antonio del Moral
- Antonio Núñez
- Manuel Villalba
- Ramón Caballero (-2006)
- Nelson Núñez  (2006-)

## Allenatori
- Joaquín (Fariñas) Da Silva
- Víctor Pignanelli
- Luis Fernández
- Antonio Mejías
- Radamel García
- Manolo Contreras
- Eduardo Borrero
- Luis Mendoza
- Daniel Lanata
- Alí Cañas
- Franco Fasciana (2005-2006)
- Del Valle Rojas
- Bernardo Redín

## Palmarès

### Competizioni nazionali
- Campionato venezuelano: 1

2017
- Segunda División: 1

2015

### Altri piazzamenti
- Coppa del Venezuela:

Finalista: 2019
Semifinalista: 2024
- Segunda División:

Secondo posto: 1989-1990

## Organico

### Calciatori in rosa
Aggiornato al 6 ottobre 2019
| N. |                      | Ruolo | Calciatore          |
| -- | -------------------- | ----- | ------------------- |
| 3  | Messico (bandiera)   | D     | Francisco Santillán |
| 4  | Venezuela (bandiera) | D     | Roberto Chacón      |
| 5  | Venezuela (bandiera) | C     | Johan Osorio        |
| 6  | Venezuela (bandiera) | C     | Edson Castillo      |
| 7  | Venezuela (bandiera) | A     | Yanowsky Reyes      |
| 8  | Venezuela (bandiera) | C     | Dimas Meza          |
| 9  | Venezuela (bandiera) | C     | Yonber Camacaro     |
| 10 | Messico (bandiera)   | C     | Francisco Rivera    |
| 11 | Argentina (bandiera) | A     | Pablo Soda          |
| 13 | Venezuela (bandiera) | D     | Jesús Yendis        |
| 14 | Venezuela (bandiera) | A     | Jolvis Sosa         |
| 15 | Venezuela (bandiera) | A     | Luis Chiquillo      |
| 16 | Venezuela (bandiera) | A     | Jesús González      |
| 17 | Venezuela (bandiera) | C     | Starling Yendis     |

| N. |                      | Ruolo | Calciatore        |
| -- | -------------------- | ----- | ----------------- |
| 18 | Venezuela (bandiera) | A     | Rúben Rojas       |
| 19 | Venezuela (bandiera) | D     | Óscar González    |
| 20 | Venezuela (bandiera) | D     | Diego Araguainamo |
| 21 | Venezuela (bandiera) | C     | Vicente Rodríguez |
| 22 | Venezuela (bandiera) | P     | Johel Semidey     |
| 23 | Venezuela (bandiera) | D     | Samuel Barberi    |
| 24 | Venezuela (bandiera) | C     | Jesús Hernández   |
| 25 | Venezuela (bandiera) | P     | Luis Curiel       |
| 26 | Venezuela (bandiera) | C     | Yorlen Cordero    |
| 27 | Messico (bandiera)   | A     | Josué Mercado     |
| 30 | Venezuela (bandiera) | C     | Ismael Romero     |
| 31 | Venezuela (bandiera) | D     | Edwin Peraza      |
| 33 | Venezuela (bandiera) | C     | José Hernández    |
| —  | Venezuela (bandiera) | C     | José Padrón       |